# 巴登的索菲
巴登的索菲（德語：Sophie von Baden，1834年8月7日—1904年4月6日），利珀親王妃，巴登的威廉王子與伊莉莎白·亞歷山德琳的女兒。

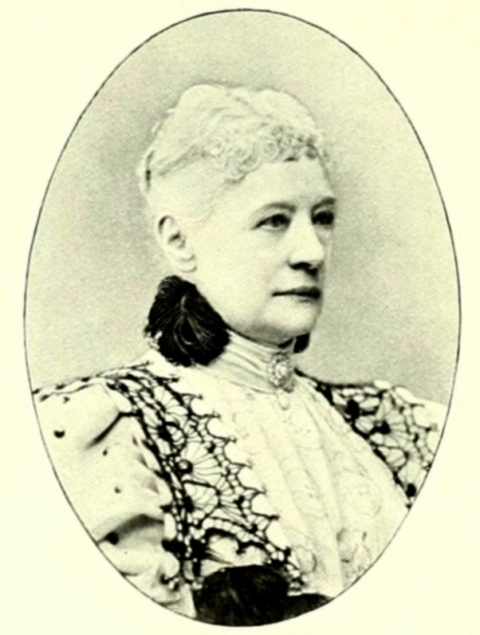
巴登的索菲

1858年，索菲與利珀的沃爾德馬結婚，兩人沒有子女。